# Тепсен-Карабулак
Тепсе́н-Карабула́к (каз. Тепсен Қарабұлақ) — село у складі Мугалжарського району Актюбінської області Казахстану. Входить до складу Єнбецького сільського округу.
У радянські часи село називалося Сергієвка.
Населення — 46 осіб (2021; 275 у 2009, 311 у 1999, 447 у 1989).